# .ec
A .ec Ecuador internetes legfelső szintű tartomány kódja.
Lehet közvetlenül második szintre is oldalt regisztrálni, vagy a következők közül lehet választani:
- com.ec: kereskedelmi intézmények
- .info.ec: általános információk
- .net.ec: internetszolgáltatások
- .fis.ec: pénzügyi oldalak
- .med.ec: gyógyszerészeti és egészségügyi oldalak
- .pro.ec: magánvállalkozók honlapjai
- .org.ec: nonprofit szervezetek és bejegyzések
- .edu.ec: oktatási oldalak
- .gov.ec: kormányzati portálok
- .mil.ec: katonai oldalak